# Blattoidea
Super-famille
Les Blattoidea sont une super-famille d'insectes de l'ordre des Blattodea (blattes, cafards ou cancrelats et termites).
Autres super-familles de cet ordre : Blaberoidea et Corydioidea. 

## Liste des familles de Blattoidea
Selon ITIS (21 juillet 2018) :
- Blattidae - blattes uniquement
- Cryptocercidae
- Hodotermitidae Desneux, 1904
- Kalotermitidae Froggatt, 1897
- Rhinotermitidae Froggatt, 1897 - termites uniquement
- Termitidae Latreille, 1802
- Termopsidae Holmgren, 1911